# Piève Saint-Laurent de Montiglio Monferrato
La piève Saint-Laurent (italien : pieve di San Lorenzo ; piémontais : piev ëd San Lorens) est un édifice religieux situé à Montiglio Monferrato dans la province d'Asti au Piémont.

## Historique
Adjacente au cimetière communal, elle s'élève isolée à l'endroit où l'ancien bourg se concentrait autour de son église, avant qu'aux XIIIe et XIVe siècles, la population décida progressivement de se déplacer à l'intérieur des fortifications du proche château collinaire.
Les documents d'archives ne mentionnent pas sa date de construction. Des comparaisons stylistiques permettent de situer sa fondation vers le milieu du XIIe siècle, au cours de la période florissante du roman dans le Monferrato astigiano; elle partage avec l'église San Secondo à Cortazzone, l'abbaye Santa Fede à Cavagnolo et l'église San Nazario e San Celso à Montechiaro d'Asti le bichromatisme des structures murales (combinaison des briques avec des blocs de calcaire blanc) ainsi que de nombreuses variétés d'éléments architectoniques tels les chapiteaux sculptés, les arcatures simples et entrelacées, corbeaux anthropomorphiques, corniches avec motifs à damier, etc.
À l'abandon de son rôle d'église pievane, entre les XIIIe et XIVe siècles, elle est considérée, jusqu'à nos jours, comme une chapelle cimitériale; elle subit au fil du temps plusieurs modifications sans toutefois compromettre fondamentalement son caractère roman.
Originairement, la pieve présentait trois nefs terminées par autant d'absides; les absidioles des nefs latérales furent démolies lors d'interventions au XVIIIe siècle. Au cours des siècles, la charpente en bois s’écroula et, vers 1850, l’église fut restaurée avec un plafond vouté en berceau avec des chapelles latérales à plan semi-hexagonales.
Rien ne subsiste de la façade originale : elle est reconstruite au XIXe siècle en adoptant un incongru style néoclassique, puis réaménagée dans les années 1955-59 dans son aspect actuel.

## Illustrations

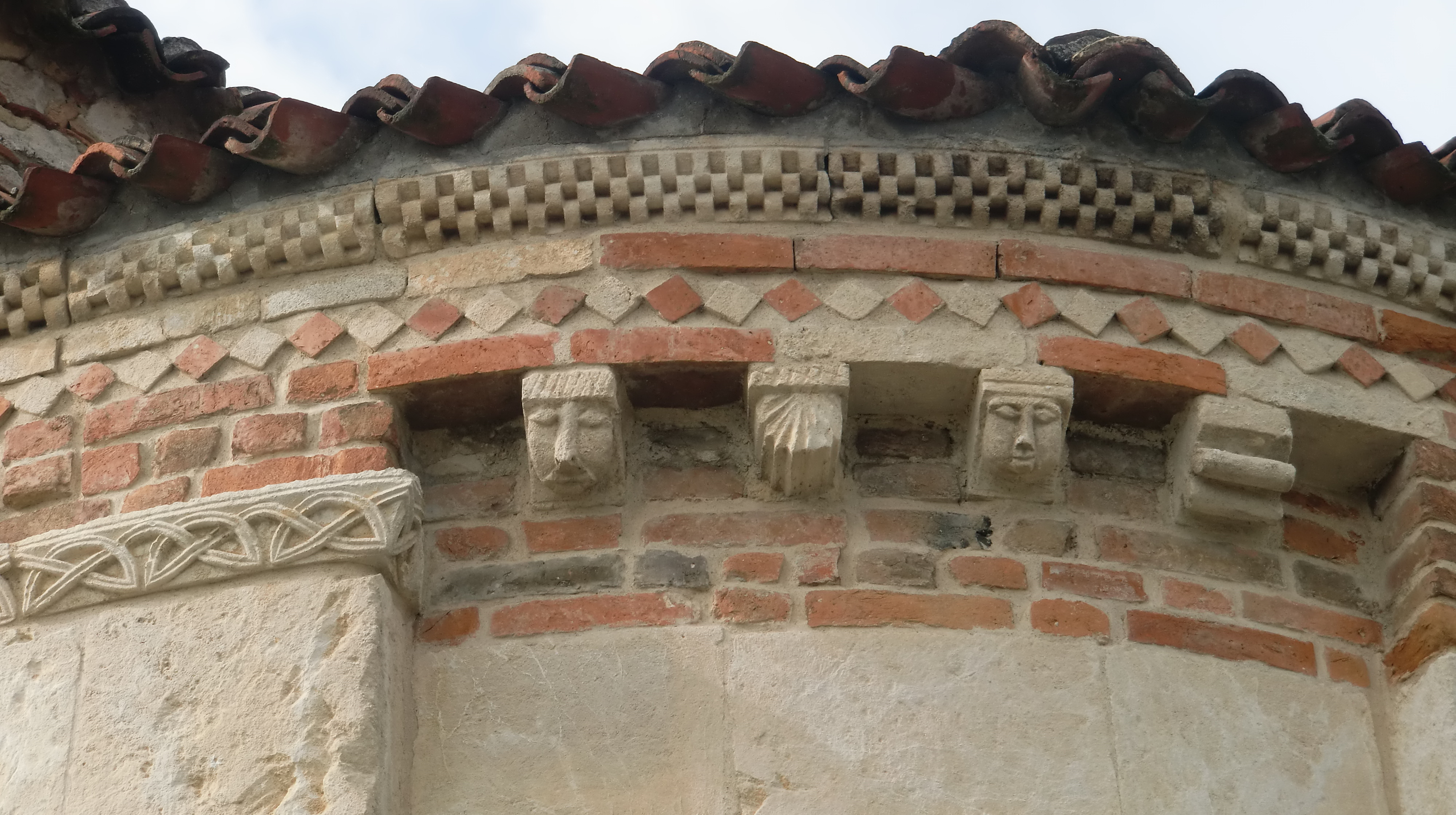
Détails de l'abside.
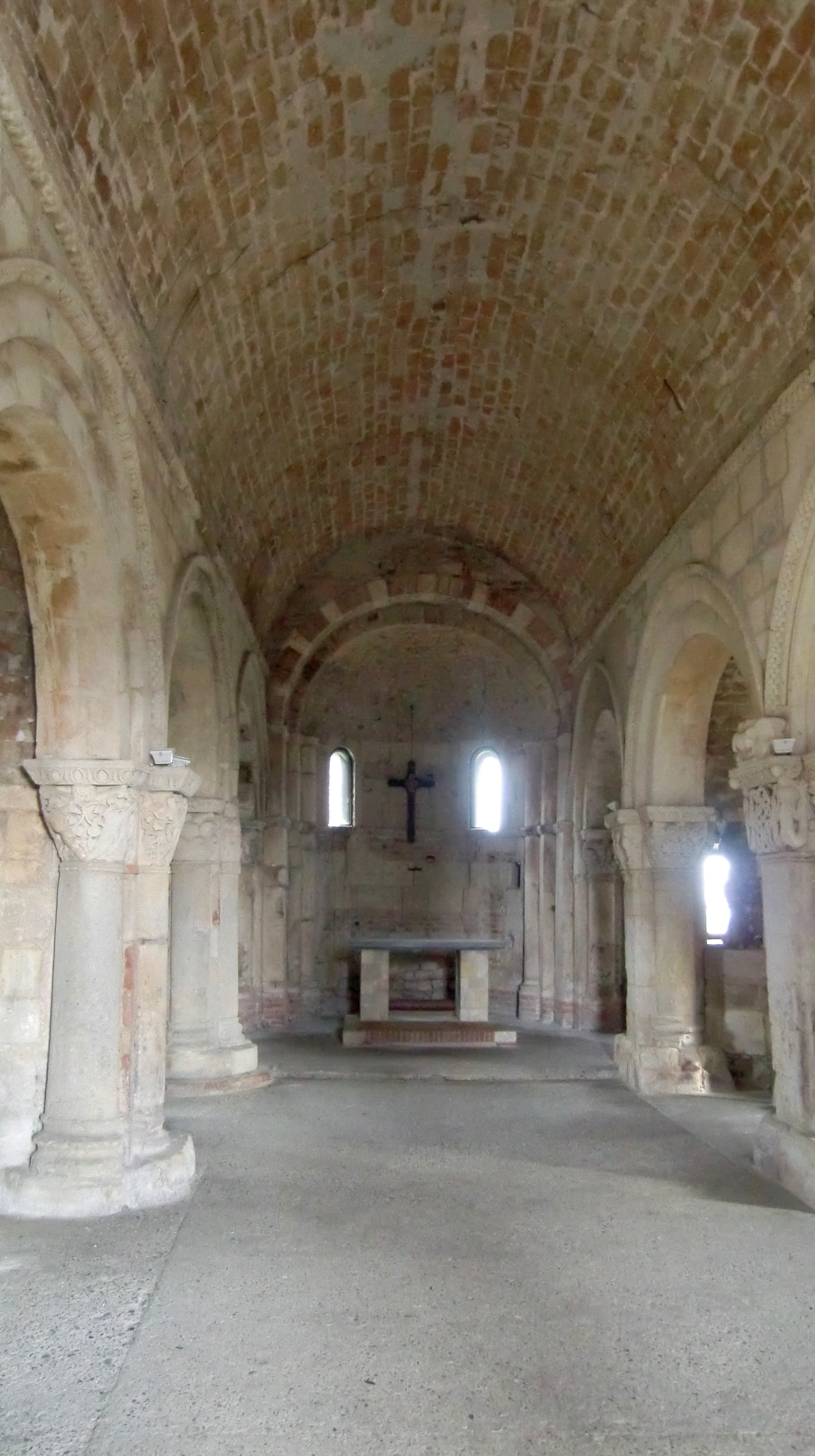
L'intérieur.
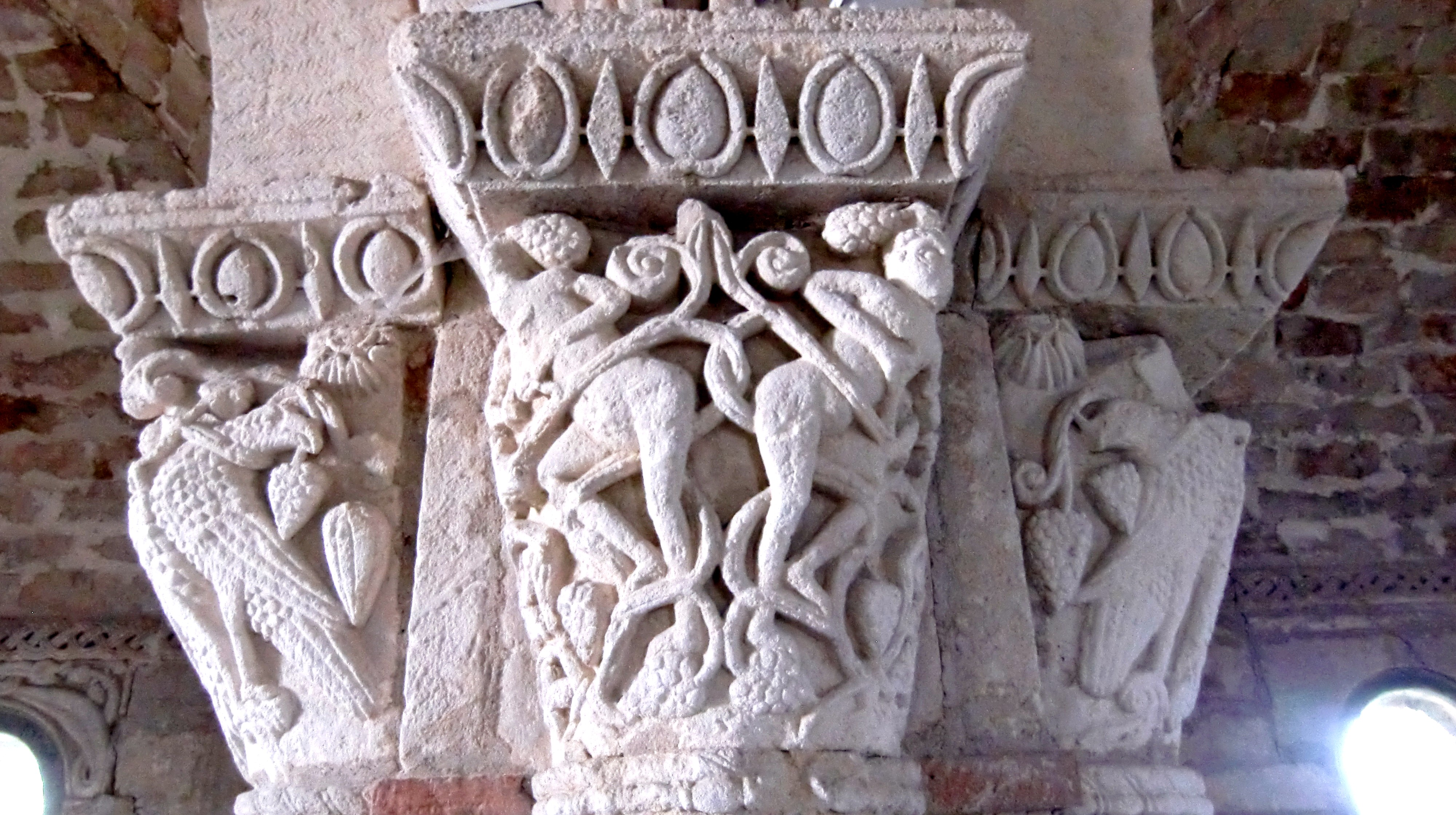
Chapiteaux sculptés.